# Campylomyza spinata
Campylomyza spinata är en tvåvingeart som beskrevs av Jaschhof 1997. Campylomyza spinata ingår i släktet Campylomyza och familjen gallmyggor. Inga underarter finns listade i Catalogue of Life.